# Route européenne 006
Ne doit pas être confondu avec la route européenne 6, située en Scandinavie.
La route européenne 006 est une courte route reliant Aini au Tadjikistan à Kokand en Ouzbékistan.